# Verbascum lychnitis
Verbascum lychnitis, popularmente llamado  candilera, es una especie de la familia Scrophulariaceae.

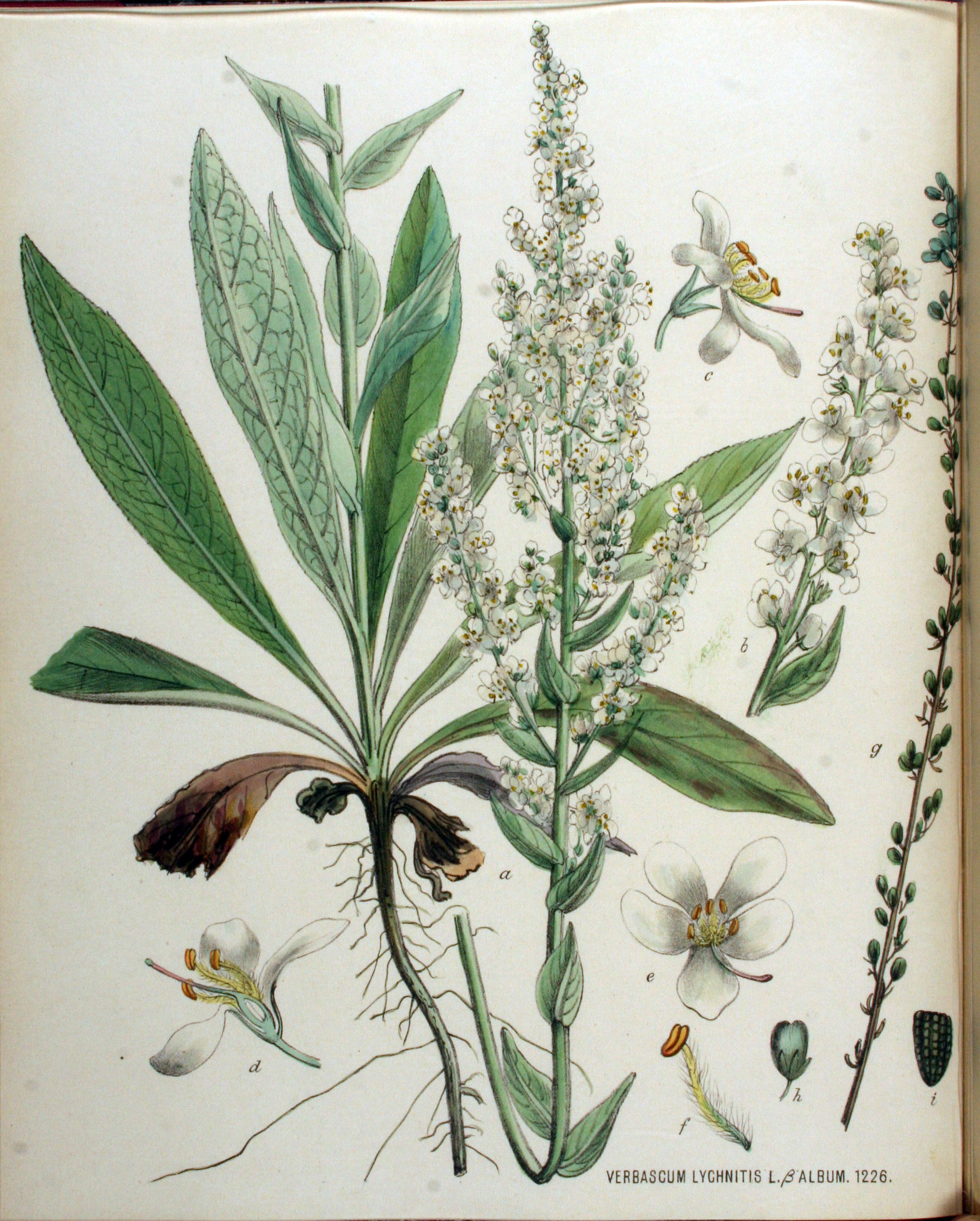
Ilustración

## Descripción
Planta bianual de 0,5-2 m de altura, con tallos angulosos en la parte superior. Hojas grandes, ovales, alargadas, no decurrentes, prácticamente glabras por el haz y tomentosas por el envés, enteras o casi y en cuña en la base. Tomento persistente (no se cae en grumos como en Verbascum pulverulentum).
Florece durante el verano con las flores reunidas en espigas generalmente ramificadas. Corola amarilla o blanca. 5 estambres con lanosidad blanca o amarilla. Antera reniformes insertas en el centro.

## Distribución y hábitat
Euroasiática. En la península ibérica, en Castilla y León. Habita en escombreras, bordes de matorrales y herbazales; en localizaciones nitrófilas, secas y arenosas.

## Taxonomía
Verbascum lychnitis fue descrita por Carlos Linneo y publicado en Species Plantarum 1: 177. 1753.
Etimología
Verbascum: nombre genérico que deriva del vocablo latino Barbascum (barba), refiriéndose a la vellosidad que cubre la planta.
lychnitis: epíteto latino que significa "como una lámpara".
Sinonimia
- Lychnitis alba Fourr.
- Lychnitis lutea Fourr.
- Verbascum album Mill.
- Verbascum lychnitis var. foliosum Vayr.
- Verbascum lychnitis var. longebracteatum Rouy in Rouy & Foucaud
- Verbascum pyrenaicum Gand.[4]

## Nombres comunes
- Castellano: candelera, candileja, candilera, candilero, chapezu, chopo blanco, gordolobo, gordolobo blanco, gordolobo candilero, gordolobo hembra, rabasca olorosa, varbasco, verbasco, verdelobo, yerba de las torcidas.[4]